# Итагуари
Итагуари (порт. Itaguari)  —  муниципалитет в Бразилии, входит в штат Гояс. Составная часть мезорегиона Центр штата Гойас. Входит в экономико-статистический  микрорегион Анаполис. Население составляет 4607 человек на 2006 год. Занимает площадь 135,525 км². Плотность населения — 34,0 чел./км².

## История
Город основан в 1946 году.

## Статистика
- Валовой внутренний продукт на 2003 год составляет 20 534 411,00 реалов (данные: Бразильский институт географии и статистики).
- Валовой внутренний продукт на душу населения на 2003 год составляет 4558,14 реалов (данные: Бразильский институт географии и статистики).
- Индекс развития человеческого потенциала на 2000 год составляет 0,720 (данные: Программа развития ООН).